# Lama de Ouriço
Lama de Ouriço é uma aldeia que pertence à atual freguesia de Tinhela e Alvarelhos, Município, Distrito de Vila Real, com uma população residente de aproximadamente 50 pessoas.
Lama d' Ouriço já foi uma paróquia independente, em tempos, mas no século XIX já não se justificava a sua existência isolada a assim foi anexada a Alvarelhos. O curioso nome deve-se ao facto de existirem muitos animais daquela espécie nos prédios regadios ("lama") existentes no local.

## Actividades económicas
Agricultura, pastorícia, construção civil, serralharia a pequeno comércio.
Tal como na generalidade das freguesias do município, a actividade principal desta população é agricultura. Os produtos mais cultivados pelos seus habitantes, porque os mais rentáveis neste tipo de solos, são o centeio e a batata. É uma população que apresenta ainda permanências do passado, nomeadamente em relação à tecelagem artesanal.
Perderam-se, no entanto, alguns traços bem característicos. O célebre gaiteiro, por exemplo era uma figura extremamente típica. Vinha muitas vezes a Valpaços, e em especial a esta freguesia e aqui cantava e dançava com grande alegria. Chamado para tudo o que era festas, “salsifrés e funçanatas”, “encaixava” com prazer os remoques da população que com satisfação o acolhia.

## Património cultural e edificado
Igreja Matriz, Capela de S. Gonçalo, Capela de Nossa Senhora da Saúde, cruzeiros, alminhas, fontes, forno público e caminho romano.

### Cabeço da Muralha

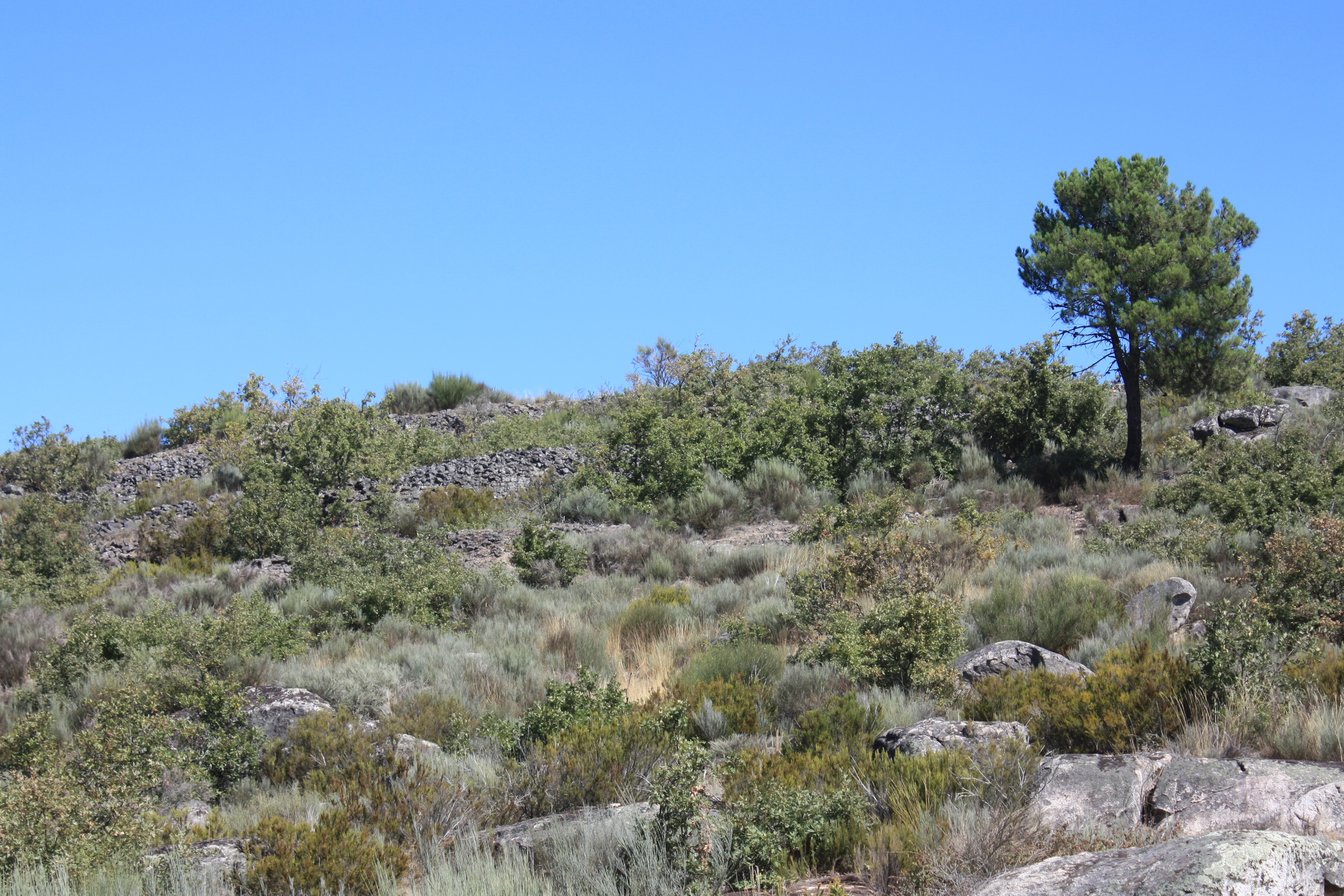
Castro de Lama de Ouriço

O Cabeço da Muralha é a sua principal atração histórica.
Coordenadas: Lama de Ouriço / Cabeço da Muralha - Castro; Latitude (DDMMSS): 41° 41' 44.0016" N; Longitude (DDMMSS): 7° 19' 54.0012" W; Latitude (Decimal): 41.695556; Longitude (Decimal): -7.331667
Altitude (mt.): 749
Distrito: Vila Real; Município: Valpaços; Freguesia: Tinhela e Alvarelhos; Localidade: Lama de Ouriço.
O Cabeço da Muralha ou Castro da Lama de Ouriço, situado em Lama de Ouriço (Valpaços), é um povoado proto-histórico, fortificado.
O povoado é rodeado por duas linhas de muralhas que, nalguns pontos atingem 5 metros de espessura, e protegido, a Sul, por uma linha de defesa exterior. No interior existem vestígios de construções de planta circular e rectangular. No exterior encontra-se um lagar.
Está classificado como Imóvel de Interesse Público desde 1986.